# Mathis Type PYS
La Type PYS era un'autovettura di fascia medio-alta, prodotte tra il 1931 ed il 1932 dalla Casa automobilistica francese Mathis.

## Profilo
Questo modello fu lanciato in sostituzione della Serie SMY della Mathis Emy-6, che alla fine degli anni venti comprendeva anche modelli di fascia medio-alta.

La Type PYS era in realtà una vettura a carattere sportiveggiante, che raccoglieva solo in parte l'eredità lasciata dalla sue progenitrici, le quali potevano invece essere richieste anche in versioni meno sportive.

Del resto, la Type PYS era disponibile unicamente come cabriolet o come coupé del tipo faux cabriolet.

Il motore della Type PYS era una 6 cilindri in linea, derivato dal 4 cilindri che equipaggiava la contemporanea Type PY, il quale, oltre a ricevere altri due cilindri, fu opportunamente lavorato e modificato in modo da ottenere una cilindrata finale di 1839 cm³. La distribuzione era a valvole laterali. La potenza massima era di 42 CV.

Per quanto riguardava la trasmissione, la Type PYS era equipaggiata, come tutte le ultime Mathis, da una frizione monodisco a secco. Il cambio era invece manuale a tre marce.

La velocità massima era di circa 120 km/h.

Anche il telaio utilizzato era inizialmente lo stesso della Type PY, ma ben presto se ne utilizzò uno nuovo, leggermente allungato.

La Type PYS fu prodotta solamente per un anno: nel 1932 fu infatti già tolta di produzione. Fu l'ultima Mathis di fascia medio-alta.